# Raphaël Albert
Ne doit pas être confondu avec Raphaël Alibert.
Raphaël Albert est un romancier de fantasy français né en 1972.

## Publications
- Rue farfadet, éditions Mnémos, 2010.
- Avant le déluge, éditions Mnémos,  2011.
- Un an dans les airs, éditions Mnémos, 2013.
- Confessions d’un elfe fumeur de lotus, 2014.
- De bois et de ruines, éditions Mnémos, 2017.